# Game Rating and Administration Committee
Il Game Rating and Administration Committee (GRAC), in precedenza Game Rating Board (게임물등급위원회?) (GRB) è un'organizzazione governativa che si occupa della classificazione di videogiochi in Corea del Sud.
Inizialmente il Korea Media Rating Board era il responsabile della classificazione, ma classificò un gioco d'azzardo, Sea Story, come adatto a tutti, dovuto a una bustarella, mandando in confusione l'industria dei videogiochi coreana; ne nacque una controversia che portò nel 2006 alla creazione del GRB, attualmente l'unica organizzazione di classificazione di videogiochi coreana.

## Classificazione

### Fasce età
GRB prevede cinque suddivisioni di fasce età:
| Simbolo | Significato                    |
| ------- | ------------------------------ |
|         | Adatto ad ogni età.            |
|         | Inadatto ai minori di 12 anni. |
|         | Inadatto ai minori di 15 anni. |
|         | Inadatto ai minori di 19 anni. |
|         | In attesa di valutazione.      |

### Fasce contenuto
GRB impiega sette classificazioni per le fasce d'età:
| Simbolo | Significato    |
| ------- | -------------- |
|         | Sesso / Nudità |
|         | Violenza       |
|         | Paura          |
|         | Tortura        |
|         | Azzardo        |
|         | Uso di droga   |
|         | Turpiloquio    |